# قرن مخلد
قرن مخلد (به عربی: قرن مخلد) یک منطقهٔ مسکونی در عربستان سعودی است که در Bareq, Asir واقع شده‌است. قرن مخلد ۲٬۰۰۰ نفر جمعیت دارد و ۳۷۰ متر بالاتر از سطح دریا واقع شده‌است.